# Johann Caspar Neubeck

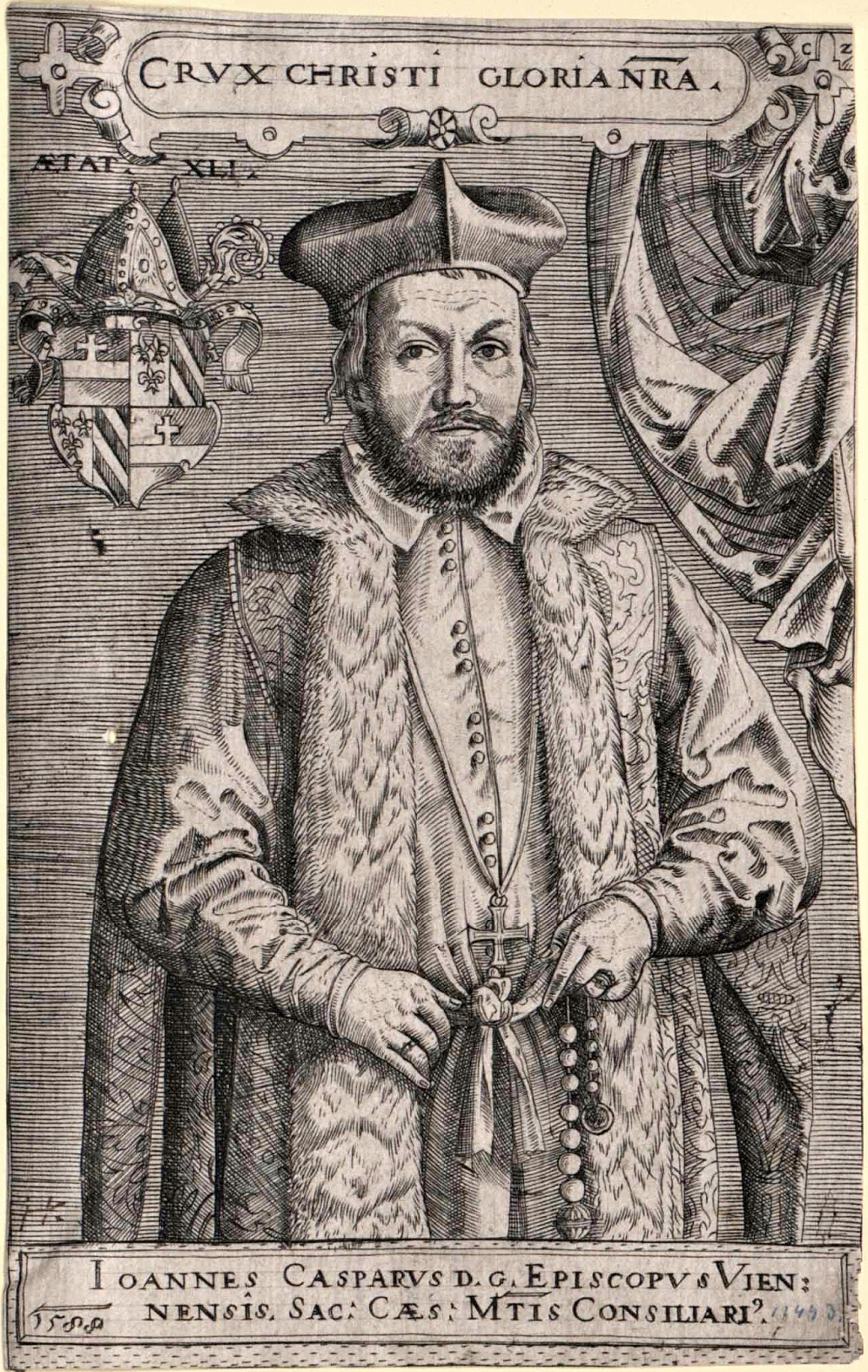
Bischof Johann Caspar Neubeck, 1588

Johann Caspar Neubeck, auch Neuböck (* um 1545 in Freiburg im Breisgau; † August 1594 in Wien) war katholischer Bischof von Wien.

## Leben
Neubeck studierte in seiner Heimatstadt und wurde 1565 zum Priester geweiht. 1570 wurde er zum Doctor theologiae promoviert und war anschließend Professor und Rektor der Universität Freiburg. Seit 1569 war er Domprediger in Freiburg und wurde 1574 von Kaiser Maximilian II. zum Hofprediger ernannt.
Papst Gregor XIII. bestätigte am 2. April 1575 seine Ernennung zum Bischof von Wien, für die er im Oktober 1574 nominiert worden war. Die Bischofsweihe spendete ihm der Bischof von Veszprém, István Fehérkövi, am 5. Juni 1575. Damit konnte eine sechsjährige Vakanz des Bistums beendet werden.
Sein Wirken wurde dadurch erschwert, dass viele Regierungsstellen in seiner Diözese mit den Protestanten sympathisierten. Die Schuldenlast seines Bistums war so groß, dass ihm 1578 eine Pfändung drohte. Daher konnte er auch die geplante Stiftung eines Priesterseminars nicht verwirklichen, mit dem er den Priestermangel beheben wollte. Durch Unterstützung der Jesuiten, Gründung des Königsklosters für die Klarissen und durch Pfarrvisitationen konnte er einen allmählichen Aufschwung des religiösen Lebens erreichen.
Im Jahr 1912 wurde in Wien-Penzing (14. Bezirk) die Neubeckgasse nach ihm benannt.